# BNF (motorfiets)
BNF is een Duits historisch merk van naaimachines, fietsen en motorfietsen.
De bedrijfsnaam was: Bielefelder Nähmaschinen- und Fahrradfabriek AG, Bielefeld.
BNF was een van de eerste motorfabrieken in Bielefeld. BNF gebruikte hoofdzakelijk Fafnir-blokken. De motorfietsproductie liep van 1903 tot 1907.